# نيل برينان
نيل برينان (بالإنجليزية: Neal Brennan)‏ هو مدون صوتي وكاتب سيناريو ومخرج أمريكي، ولد في 19 أكتوبر 1973 في فيلانوفا ‏ في الولايات المتحدة.

## وصلات خارجية
- الموقع الرسمي
- نيل برينان على موقع IMDb (الإنجليزية)
- نيل برينان على موقع ألو سيني (الفرنسية)
- نيل برينان على موقع ميوزك برينز (الإنجليزية)
- نيل برينان على موقع أول موفي (الإنجليزية)
- نيل برينان على موقع قاعدة بيانات الأفلام السويدية (السويدية)
- نيل برينان على موقع ديسكوغز (الإنجليزية)
- نيل برينان على موقع قاعدة بيانات الفيلم (الإنجليزية)
- نيل برينان على موقع كينوبويسك (الروسية)